# Упорово
Упорово —  село в Тюменской области. Административный центр Упоровского района и Упоровского сельского поселения.

## География
Расположено на берегу реки Упоровка (до 1917 года называлась Верхняя Черная, Чернушка) в 4 км от её впадения в реку Тобол.. Расстояние до областного центра города Тюмени 139 км.

## Административно-территориальное деление
- 1766 Сибирская губерния, Тобольский уезд, Ялуторовский дистрикт, Суерская слобода, Упорово впервые упоминается в метрической книге Богородицкой церкви слободы Суерской 18 июня 1766 года.[3]
- 1782 Тобольское наместничество, Ялуторовский уезд, Суерская слобода, деревня Упорово.[4].
- 1795 Тобольское наместничество, Ялуторовский уезд, Николаевская вотчина.[4]
- 1796 Тобольская губерния, Ялуторовский округ, Николаевская волость.[4]
- 1798 Тобольская губерния, Ялуторовский округ, Суерская волость.[4]
- 1898 Тобольская губерния, Ялуторовский уезд, Суерская волость, село Упорово.[4]
- 1906 Тобольская губерния, Ялуторовский уезд, Упоровская волость.[4]
- 1918 Тюменская губерния, Ялуторовский уезд, Упоровская волость.[4]
- 1919 Тюменская губерния, Ялуторовский уезд, Упоровская волость, Упоровский сельсовет.[4]
- 03.11.1923 Уральская область (РСФСР), Тюменский округ, Суерский район, Упоровский сельсовет.[4]
- 08.08.1930 Уральская область (РСФСР), Суерский район, Упоровский сельсовет.[4]
- 01.01.1932 Уральская область (РСФСР), Упоровский район, Упоровский сельский совет.[4]
- 17.01.1934 Челябинская область, Упоровский район, Упоровский сельский совет.[4]
- 07.12.1934 Омская область, Упоровский район, Упоровский сельский совет.[4]
- 14.08.1944 Тюменская область, Упоровский район, Упоровский сельский совет.[4]
- 01.02.1963 Тюменская область, Ялуторовский район, Упоровский сельский совет.[4]
- 12.01.1965 Тюменская область, Заводоуковский район, Упоровский сельский совет.[4]
- 30.12.1966 Тюменская область, Упоровский район, Упоровский сельский совет.[4]
- 05.11.2004 Тюменская область, Упоровский район, Упоровское сельское поселение.[4]

## История
Фамилия Упоров произошла от названия села Упорой, расположено в Дмитриевском районе Орловской области, основано в 1596 г. Полагают, что Упорой получил своё название от того, что жители первоначально поселились за земляными упорами или крепостями, которые устраивались в защиту от неприятелей во время набегов крымских татар или литовцев. Упоровы пришли на Урал из села Упорой в конце первой четверти 17 века. Фамилия впервые упоминается в книге десятиной пашни Верхотурского уезда 1632 г.: 
Фетка Упоров з двемя браты да сыном пашет две десятины.  

В переписи пограничных поселений 1749 года и в ревизской сказке 1762 года Упорово нет. По переписи 1710 года в деревне Верхотуровой слободы Суерской жили: 
Во дворе Василий Упоров 70 жена Парасковья 50 сын Петр 30 жена Офимья 25.

 Василий Упоров пришел в деревню Верхотурову с Урала Верхотурского уезда в начале 1700-х годов. Его внук Афанасий Петрович (1707-14.08.1775) жил в Скородуме, он основал деревню Упорову, которая впервые упоминается в метрической книге Богородицкой церкви слободы Суерской 18 июня 1766 года: 
Деревни Упоровой родился у крестьянина Трифона Васильева Мингалева сын при молитвений наречив Леонтий который и посих находится в живых. 
- 1912-в селе Упорово были: церковь, школа грамоты, 4 торговых лавки, 31 ветряная мельница, 2 водяные мельницы, маслодельня, маслобойня, 3 кузницы, пожарная охрана, земская станция.[7]
- 15.11.1970-открыто воздушное сообщение на самолете АН-2 по маршруту Упорово- Тюмень — Упорово.[7]
- 1975-образовано сельское профессиональное училище № 17. В Упорово обучалось 259 человек по специальности тракторист-машинист широкого профиля и мастер животновод. В 1984 году СПТУ −17 переименовано в «Среднее профессионально-техническое училище № 53».[7]
- 1983-создан Упоровский историко — краеведческий музей.[7]
- В годы Великой Отечественной войны ушли на фронт 151 человек из них 63 человек не вернулись домой.[7]

## Население
| 1782 | 1816 | 1834 | 1858 | 1897 |
| 125  | 481  | 788  | 1017 | 5466 |

| 1959  | 1970  | 1979  | 1989  | 2002  | 2010  | 2012  |
| ----- | ----- | ----- | ----- | ----- | ----- | ----- |
| 3012  | ↗3802 | ↗5408 | ↗5466 | ↘5333 | ↗5847 | ↗5891 |
| 2013  | 2014  | 2015  | 2016  | 2017  | 2018  | 2019  |
| ↗5956 | ↗6087 | ↗6205 | ↗6296 | ↗6417 | ↘6400 | ↘6390 |
| 2020  | 2021  |       |       |       |       |       |
| ↘6361 | ↘6058 |       |       |       |       |       |

## Упоровская волость
Упоровская волость образована в 1906 году в составе Ялуторовского уезда. Граничила с волостями: с юга и запада Суерской, с севера Лыбаевской, с востока Емуртлинской. В 1912 году в состав волости входили: село Упорово, деревни Карагужева, Снигирева, Угренинова, Черная.

## Сельское хозяйство
На территории Упоровского сельсовета были образованы колхозы: «Заря» (Упорово) −1929 г; «Красный Уралец» (Упорово) −1929 г, «День урожая» (Угренинова)-1932 г, «Красный партизан» (Карагужева) −1932 г. В 1940 г. из двух колхозов «Заря» и «Красный Уралец» образован колхоз «Имени 18 партсъезда». В 1952 г. хозяйство имело 4000 га посевных площадей, 200 голов овец. В 1961 г. колхоз реорганизован в совхоз «Упоровский», куда вошли населенные пункты: Кокуй, Николаевка, Скородум, Поспелова, Новая Шадрина, Черная, Шашова, Чащина с центром в с. Упорово. В 1971 году из Упоровского совхоза выделился совхоз «Притобольный» с центром в д. Черная. В 1990-е годы колхозы распались, на землях бывших колхозов работает агрофирма «КРиММ».
ООО АГРОФИРМА "КРиММ организовано на базе крестьянского хозяйства «Нива» в 1999 г. С момента организации крестьянского хозяйства (1991 год) и по настоящее время, руководит предприятием Рязанов Геннадий Александрович. Предприятие холдингового типа, специализирующееся на производстве продовольственного картофеля, семенного картофеля, зерновых, рапса, овощей открытого грунта, салатов. Площадь обрабатываемой пашни превышает 27 тыс. гектаров, стоимость основных фондов предприятия — около двух миллиардов рублей, численность работающих почти 600 человек. Валовый сбор продукции составил 171 872,0 тонн в 2017 г. Агрофирма является одним из крупнейших производителей картофеля, овощей не только в Тюменской области, но и в России.

## Галерея
- Упорово
- Въезд со стороны Заводоуковска
- Въезд со стороны Бызово
- Автовокзал
- Церковь
- Администрация района
- Памятник участникам ВОВ
- Школа
- Школа искусств
- ул. Крупской
- ул. Володарского